# Беркозівська сільська рада
Берко́зівська сільська́ ра́да — адміністративно-територіальна одиниця та орган місцевого самоврядування в Канівському районі Черкаської області. Адміністративний центр — село Беркозівка.

## Загальні відомості
- Населення ради: 553 особи (станом на 2001 рік)

## Населені пункти
Сільській раді підпорядковані населені пункти:
- с. Беркозівка
- с. Лізки

## Склад ради
Рада складається з 14 депутатів та голови.
- Голова ради: Вощан Іван Васильович

### Керівний склад попередніх скликань
| Прізвище, ім'я, по батькові | Основні відомості                                                         | Дата обрання | Дата звільнення |
| --------------------------- | ------------------------------------------------------------------------- | ------------ | --------------- |
| Вощан Іван Васильович       | Сільський голова, 1972 року народження, освіта вища, член Народної партії | 26.03.2006   | 31.10.2010      |
| Вощан Іван Васильович       | Сільський голова, 1972 року народження, освіта вища, член Партії регіонів | 31.10.2010   |                 |

Примітка: таблиця складена за даними сайту Верховної Ради України

### Депутати
За результатами місцевих виборів 2010 року депутатами ради стали:

#### За суб'єктами висування
| Суб'єкт висування            | Кількість обраних депутатів | %    |
| ---------------------------- | --------------------------- | ---- |
| Самовисування                | 10                          | 71,4 |
| Соціалістична партія України | 3                           | 21,4 |
| Комуністична партія України  | 1                           | 7,1  |

#### За округами
| № округу                     | Прізвище, ім'я, по батькові   | Дата визнання обраним | Освіта             | Партійна приналежність             | Відомості про обраного депутата                           |
| ---------------------------- | ----------------------------- | --------------------- | ------------------ | ---------------------------------- | --------------------------------------------------------- |
| Комуністична партія України  |                               |                       |                    |                                    |                                                           |
| 3                            | Чорноус Іван Миколайович      | 05.11.2010            | середня спеціальна | позапартійний                      | СТОВ «ПСП -Агро», механізатор                             |
| Соціалістична партія України |                               |                       |                    |                                    |                                                           |
| 1                            | Подолян Олексій Мусійович     | 05.11.2010            | середня            | член Соціалістичної партії України | пенсіонер                                                 |
| 4                            | Вощан Григорій Васильович     | 05.11.2010            | середня            | позапартійний                      | СТОВ «ПСП -Агро», водій                                   |
| 7                            | Чорноус Микола Миколайович    | 05.11.2010            | середня спеціальна | член Соціалістичної партії України | Беркозівський НВК, кочегар                                |
| Самовисування                |                               |                       |                    |                                    |                                                           |
| 2                            | Кузенний Анатолій Михайлович  | 05.11.2010            | середня            | позапартійний                      | СТОВ «ПСП -Агро», механізатор                             |
| 5                            | Правдзіва Леся Олександрівна  | 05.11.2010            | середня спеціальна | позапартійна                       | Беркозівська сільська рада, секретар                      |
| 6                            | Грібов Олександр Іванович     | 05.11.2010            | середня спеціальна | позапартійний                      | Беркозівська сільська рада, завідувач клубу               |
| 8                            | Чорноус Надія Володимирінв    | 05.11.2010            | середня спеціальна | позапартійна                       | Беркозівський фельдшерсько-акушерський пункт, акушерка    |
| 9                            | Стецюк Ніна Остапівна         | 05.11.2010            | вища               | позапартійна                       | Беркозівський навчально-виховний комплекс, директор школи |
| 10                           | Дебела Валентина Петрівна     | 05.11.2010            | середня спеціальна | позапартійна                       | Беркозівська сільська рада, прибиральник                  |
| 11                           | Пасічна Наталія Олександрівна | 05.11.2010            | середня спеціальна | позапартійна                       | Беркозівський навчально-виховний комплекс, вчитель        |
| 12                           | Правдзіва Ольга Єфремівна     | 05.11.2010            | середня            | позапартійна                       | Канівський територіальний центр, соціальний працівник     |
| 13                           | Нечитайло Юрій Славович       | 05.11.2010            | середня спеціальна | позапартійний                      | Миронівська птахофабрика, електромонтер                   |
| 14                           | Панасенко Світлана Степанівна | 05.11.2010            | середня спеціальна | позапартійна                       | Беркозівська сільська рада, бухгалтер                     |